# 長征2号F
長征2号F（英語: Long March 2F、中国語: 长征二号F火箭）は、中華人民共和国の有人ロケット（ローンチ・ヴィークル）である。長征シリーズの1つである。有人の神舟を打ち上げる事を目的とし、長征2号Cを改良した長征2号Eを2段式にした物である。酒泉衛星発射センターから打ち上げられる。長征2号Fは1999年11月19日に処女飛行で神舟1号を打ち上げた。神舟3号の打上げ後、江沢民総書記（当時）は、此のロケットを「神の矢」を意味する「神箭」(Shenjian) と名付けた。
2003年10月15日、長征2号Fによって中国初の有人宇宙飛行となる神舟5号が打ち上げられた。また、その後の神舟14号に至るまでのミッションでも用いられている。

## 長征2号Eとの違い
外見的には、長征2号Fはベースとなった長征2号Eとほとんど同じである。重い神舟のカプセルを支える為の若干の構造の変更もあるが、変更点のほとんどは、安全性を改善する為の冗長性の追加である。また、第1段にブースターを追加する事で、重いペイロードを打ち上げる事も可能となった。
また、緊急時に宇宙飛行士が脱出するのを助ける「故障検知・診断システム」も搭載した。組み立てられてから打上げ場まで垂直に運ばれる初めての中国産ロケットとなった。

## 振動の問題
神舟5号の飛行の際、楊利偉はロケットの大きな振動によって体調を崩した。ロケットの改良によっていくらか改善されたもの、神舟6号でも振動は報告され、さらなる改良を要した。長征2号Fの主設計者である劉竹生は、「我々はロケットエンジンのパイプラインを変更し、振動数を調節した。蓄圧器の新しい設計が振動に繋がっているようだった。現在は、振動は50％以上も減少している。」と語った。

## ミッション成否
- 失敗
- 部分的失敗
- 成功
- 打ち上げ予定

## 打上げ記録
| No | 打ち上げ番号 | 打ち上げ日時 (UTC)   | ペイロード           | 結果 | 備考 |
| -- | ------------ | -------------------- | -------------------- | ---- | --- |
| 1  | 遥1          | 1999年11月19日 22:30 | 神舟1号              | 成功 | 神舟カプセルの最初の無人試験。                                                                            |
| 2  | 遥2          | 2001年1月9日 01:00   | 神舟2号              | 成功 | 神舟カプセルの2度目の無人試験で、生きた動物を運んだ。                                                     |
| 3  | 遥3          | 2002年3月25日 14:00  | 神舟3号              | 成功 | 神舟カプセルの3度目の無人試験。                                                                           |
| 4  | 遥4          | 2002年12月29日 16:40 | 神舟4号              | 成功 | 神舟カプセルの最後の無人試験。                                                                            |
| 5  | 遥5          | 2003年10月15日 01:00 | 神舟5号              | 成功 | 中国初の有人宇宙飛行。                                                                                    |
| 6  | 遥6          | 2005年10月12日 01:00 | 神舟6号              | 成功 | 2度目の有人宇宙飛行で、初めて2人が宇宙に行った。                                                          |
| 7  | 遥7          | 2008年9月25日 13:10  | 神舟7号              | 成功 | 3度目の有人宇宙飛行で、初めて3人が宇宙に行き、初めて宇宙遊泳が行われた。                                  |
| 8  | T1           | 2011年9月29日 13:16  | 天宮1号              | 成功 | 中国初の宇宙ステーション実験機。改進型の長征2号FTが用いられた。                                           |
| 9  | 遥8          | 2011年10月31日 21:58 | 神舟8号              | 成功 | 天宮1号との自動ランデブーとドッキングの無人試験。改良型の長征2号Fが用いられた。                           |
| 10 | 遥9          | 2012年6月16日 10:37  | 神舟9号              | 成功 | 3人による4度目の宇宙飛行で、天宮1号とのランデブーとドッキングが試験された。改良型の長征2号Fが用いられた。 |
| 11 | 遥10         | 2013年6月11日 09:38  | 神舟10号             | 成功 | 3人による5度目の宇宙飛行で、天宮1号とのランデブーとドッキングが試験された。                               |
| 12 | T2           | 2016年9月15日22:04   | 天宮2号              | 成功 | 中国2代目の宇宙ステーション実験機。改進型の長征2号FTが用いられた。                                        |
| 13 | 遥11         | 2016年10月17日 07:30 | 神舟11号             | 成功 | 2人による6度目の宇宙飛行で、天宮2号とのランデブーとドッキングが試験された。改良型の長征2号Fが用いられた。 |
| 14 | T3           | 2020年9月4日         | 再使用可能実験宇宙機 | 成功 | 改進型の長征2号FTが用いられている。X-37と同様のスペースプレーンで、打ち上げから2日後に地上に戻った。      |
| 15 | 遥12         | 2021年6月17日 09:22  | 神舟12号             | 成功 | 3人による7度目の宇宙飛行で、中国宇宙ステーション (CSS) とのランデブーとドッキングされた。                 |
| 16 | 遥13         | 2021年10月16日 00:23 | 神舟13号             | 成功 | 3人による8度目の宇宙飛行で、CSSとのランデブーとドッキングされた。                                         |
| 17 | 遥14         | 2022年6月5日 02:44   | 神舟14号             | 成功 | 3人による9度目の宇宙飛行で、CSSとのランデブーとドッキングされた。                                         |
| 18 | T4           | 2022年8月4日 16:00   | 再使用可能実験宇宙機 | 成功 | 中国の再使用可能スペースプレーン実験機「再使用可能実験宇宙機」の2回目の打ち上げ。                         |
| 19 | 遥15         | 2022年11月29日 15:08 | 神舟15号             | 成功 | |
| 20 | 遥16         | 2023年3月30日 01:31  | 神舟16号             | 成功 | |
| 21 | 遥17         | 2023年10月26日 03:13 | 神舟17号             | 成功 | |
| 22 | T5           | 2023年12月14日 14:12 | 再使用可能実験宇宙機 | 成功 | 3回目の再使用可能実験宇宙機の打ち上げ。                                                                   |

## 諸元
- 第0段 (LRB）
  - 総質量: 41,000 kg
  - 空質量: 3,200 kg
  - 推力: 4 x 814 kN

長征2号FT (改進型)

  - 比推力: 291秒(2.9 kN-s/kg)
  - 燃焼時間: 128秒
  - 直径: 2.3 m
  - 翼幅: 8.0 m
  - 長さ: 15.3 m
  - 推進剤: N2O4 / UDMH
  - エンジン: 1 x YF-20B
  - 使用数: 4

- 第1段
  - 総質量: 196,500 kg
  - 空質量: 9,500 kg
  - 推力: 3,256 kN
  - 比推力: 289秒 (2.8 kN-s/kg)
  - 燃焼時間: 166秒
  - 直径: 3.4 m
  - 長さ: 23.7 m
  - 推進剤: N2O4 / UDMH
  - エンジン: 4 x YF-20B

- 第2段
  - 総質量: 91,500 kg
  - 空質量: 5,500 kg
  - 推力: 831 kN
  - 比推力: 289秒 (2.8 kN-s/kg)
  - 燃焼時間: 300秒
  - 直径: 3.4 m
  - 長さ: 15.5 m
  - 推進剤: N2O4 / UDMH
  - エンジン: 1 x YF-25 / YF-23